# Ann Stephens
Ann Stephens (Londra, 21 maggio 1932 – 15 luglio 1966) è stata una cantante e attrice inglese.
Registrò innumerevoli canzoni, tra cui una famosa versione di "The Teddy Bears' Picnic", "Dicky Bird Hop" (con Franklin Engelmann) e una versione di Harold Fraser-Simson di una delle poesie di A. A. Milne's su Christopher Robin, "Changing Guard at Buckingham Palace," che fu anche trasmessa dalla BBC nel programma radiofonico Children's Favourites. Nello stesso anno interpretò Alice in una registrazione musicale delle opere di Lewis Carroll Alice's Adventures in Wonderland and Through the Looking Glass.
Successivamente apparve in innumerevoli film, tra cui In Which We Serve (1942), Fanny By Gaslight (1944) and The Upturned Glass (1947).Negli anni cinquanta prese parte a sceneggiati televisivi. Un cinegiornale Pathe del 1945 mostra la sua visita all'Hospital for Sick Children di Great Ormond Street, Londra, per il quale attraverso le sue registrazioni radiofoniche aveva raccolto fondi per 8.000 sterline.

## Discografia parziale
- "Ann's Nursery Rhymes" (basato sui ritmi di Mother Goose)[5]
- "Buckingham Palace" (testo di A. A. Milne, musica di Harold Fraser-Simson)[6]
- "Christopher Robin (Vespers)" (da When We Were Very Young di A. A. Milne; condotto da Clifford Greenwood)[7]
- "Dicky Bird Hop" (scritto da Ron Gourley, condotto da Henry Geehl)[8]
- Canzoni basate sulle poesie da "Le avventure di Alice nel paese delle meraviglie" di Lewis Carroll[9]
- "The Teddy Bears' Picnic" (musica di John Walter Bratton, testo di Jimmy Kennedy, condotto da Henry Geehl[2]
- "Wedding of the Gingerbreads" (condotto da Clifford Greenwood)[10]
- "King Wenceslas – A Christmas Play" (con Arthur Askey e Florence Desmond, narrato da Frank Phillips, musica di Charles Williams) HMV C3640/1 Nov. 1947

## Filmografia parziale
- Eroi del mare (1942)
- Dear Octopus (1943)
- Fanny by Gaslight (1944)
- They Were Sisters (1945)
- The Upturned Glass (1947)
- No Room at the Inn (1948)
- The Franchise Affair (1951)
- The Good Beginning (1953)
- Son of a Stranger (1957)